# 歌志內線
歌志内線（日语：／ Utashinai sen */?）曾經是一條連結北海道砂川市（空知支廳管內）的砂川站至歌志內市的歌志內站，屬於日本國有鐵道（國鐵）與北海道旅客鐵道（JR北海道）的鐵路線（地方交通線）。根據國鐵再建法的施行獲指定為第2次特定地方交通線，1988年（昭和63年）4月25日全線廢除。

## 路線資料（廢除前）
- 管轄：北海道旅客鐵道（第一種鐵道事業者）、日本貨物鐵道（第二種鐵道事業者）
- 路線距離（營業距離）砂川－歌志內 14.5公里
- 軌距：1067毫米
- 複線路段：沒有（全線單線）
- 電氣化方式：沒有（全線非電氣化（日语：非電化））
- 閉塞方式：Tablet閉塞式
  - 可交會車站：沒有（全線1閉塞）

## 歷史
本線在1891年（明治24年）由北海道炭礦鐵道開通，主要用於運輸沿線煤礦所產的煤。在1906年（明治39年），依據鐵道國有法，本線國有化，成為官設鐵道路線。鐵路的運煤業務興隆，在1963年（昭和38年）營業係數為64，為日本全國路線盈利的第四名。但後來隨著煤礦業的衰退，運輸量下降，1982年度的營業係數為394。
在1980年（昭和55年），國鐵再建法施行。本線在1984年（昭和59年）被指定為第2次特定地方交通線，雖然曾考慮過轉為第三部門鐵路，但由於北海道炭礦汽船空知煤礦已經決定關閉，在1987年（昭和62年）國鐵分割民營化後一年，在1988年四月本線廢止，改以巴士替代服務。
不過，同樣以砂川站為起點的另一條運煤路線——函館本線上砂川支線，雖然一樣面臨煤礦業衰退，且運輸量低於歌志內線，但由於被視為函館本線的一部分，直到1994年（平成6年）才廢止。
曾有從終點歌志內站延伸至根室本線的茂尻站或平岸站的構想。

### 年表
- 1891年（明治24年）7月5日：北海道炭礦鐵道空知線砂川 - 歌志内區間 (8英里64鏈) 啟用，新設歌志内站。
- 1896年（明治29年）10月21日：新設神威站。
- 1901年（明治34年）9月：從空知線分離出來，成為空知線的歌志内支線。
- 1906年（明治39年）10月1日：砂川 - 歌志内 (8.9英里) 鐵路線國有化。
- 1909年（明治42年）10月12日：按國有鐵道線路名稱，砂川 - 歌志内之間的鐵路線定名為歌志内線。
- 1946年（昭和21年）11月1日：新設文珠臨時乘降站。
- 1947年（昭和22年）2月20日：文珠臨時乘降站升級為車站，開始貨物起卸服務。
- 1960年（昭和35年）2月：文珠站委託民間管理。
- 1960年（昭和35年）3月：開始使用柴油客車，客運與貨運列車分開運行，砂川 - 歌志内之間的旅客運輸所需時間縮短一半，約需20多分鐘。
- 1960年（昭和35年）12月26日：新設歌神站（客運站）。
- 1961年（昭和36年）2月10日：新設西歌站。停止文珠站的貨運服務。
- 1961年（昭和36年）12月25日：新設燒山站（客運站）。
- 1972年（昭和47年）3月15日：停止西歌站、神威站的貨運服務。
- 1984年（昭和59年）6月22日：指定為第2次特定地方交通線。列入停用鐵道線。
- 1986年（昭和61年）11月：除了砂川站、歌志内站外，其他站停止販賣車票。
- 1987年（昭和62年）4月1日：因國鐵分割民營化，本線成為北海道旅客鐵道（第一種鐵道事業者）與日本貨物鐵道的鐵路線（第二種鐵道事業者）。
- 1988年（昭和63年）4月25日：全線 (14.5km) 停運，由北海道中央巴士燒山線公車代替鐵路服務。
- 2019年（平成31年）3月31日：北海道中央巴士燒山線停駛。

## 運行狀態（客運服務，停運前）
在停運前最後一次的時間表修正是在1986年3月3日，全日只有八班來回普通列車往返砂川與歌志內站。早上有三班來回列車、中午與黃昏各一班、晚上有三班。在早上，有一班列車不停燒山站。

## 車站列表
所有車站都位於北海道。所屬路線的公司名以歌志內線廢除時為準。
| 中文站名 | 日文站名 | 英文站名 | 站間距離 | 營業距離 | 接續路線                                     | 所在地   |
| -------- | -------- | -------- | -------- | -------- | -------------------------------------------- | -------- |
| 砂川     |          |          | -        | 0.0      | 北海道旅客鐵道：函館本線、函館本線上砂川支線 | 砂川市   |
| 燒山     |          |          | 3.9      | 3.9      |                                              | 砂川市   |
| 文珠     |          |          | 4.4      | 8.3      |                                              | 歌志內市 |
| 西歌     |          |          | 1.3      | 9.6      |                                              | 歌志內市 |
| 神威     |          |          | 2.2      | 11.8     |                                              | 歌志內市 |
| 歌神     |          |          | 1.6      | 13.4     |                                              | 歌志內市 |
| 歌志內   |          |          | 1.1      | 14.5     |                                              | 歌志內市 |

## 外部連結
- 歌志内線跡
- 歌志内町鳥瞰圖 1953年（页面存档备份，存于）